# 갈린티아스

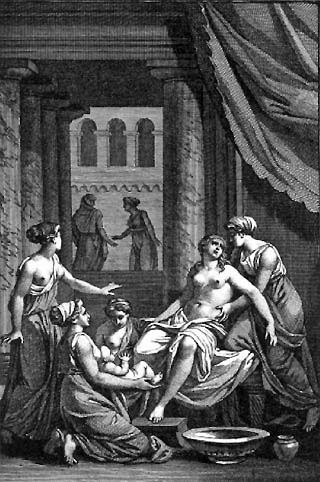
《헤라클레스의 탄생》, 장자크프랑수아 르 바르비에

그리스 신화에서 갈린티아스(그리스어: Γαλινθιάς), 또는 갈란티스(라틴어: Galanthis)는 에우리스테우스를 위해 헤라클레스의 탄생을 막으려는 헤라의 계획을 방해한 여성으로, 헤라를 대신하여 나선 출산의 여신을 속인 오만함으로 인해 족제비 혹은 고양이로 변하는 벌을 받았다.

## 신화

### 오비디우스의 해설
오비디우스의 《변신 이야기》 판본에 등장하는 갈린티아스는 헤라클레스를 출산하는 알크메네를 도운 적금발의 머리를 가진 하녀였다. 알크메네는 분만 중에 아이가 너무 커서 낳는 데 어려움을 겪고 있었다. 일주일 뒤에 그는 출산의 여신 에일레이티이아(로마 신화의 루시나)에게 도움을 요청하였다. 그러나 에일레이티이아는 헤라의 요청에 따라 알크메네를 돕지 않았고, 대신 팔짱을 끼고 다리를 꼬아 아이가 태어나지 못하게 방해하였다. 고통에 시달리던 알크메네는 하늘을 저주하였고 죽음에 이르기 직전에 다다랐다. 갈린티아스는 에일레이티이아의 존재를 알아차리고 헤라의 계략임을 짐작하였다. 갈린티아스가 여신에게 아이가 태어났다고 거짓으로 소리치자 여신은 소스라치게 놀라 뛰어오르며 팔짱을 풀어버렸다. 이로써 알크메네의 결박도 풀리게 되었고, 무사히 아이를 출산할 수 있었다. 갈린티아스는 에일레이티아를 웃으며 조롱하였고, 이에 대한 처벌로 족제비 또는 고양이로 변하게 되었다. 모습이 변한 뒤에도 갈린티아스는 알크메네와 함께 살았는데, 이것이 집에서 족제비를 키우던 관행의 시작이라고 설명한다.

### 안토니노스의 해설
안토니노스 리베랄리스의 이야기에서는 갈린티아스가 테바이인 프로이토스의 딸이자 알크메네의 놀이친구였다고 설명한다. 그의 판본에서 에일레이티이아와 모이라이는 헤라를 흡족시키고자 알크메네에게 찾아가 그를 단단히 붙잡고 진통을 더 오랫동안 지속시켰다. 갈린티아스는 알크메네가 제우스의 예언에 따라 출산을 하였고, 그에 따라 출산의 여신을 기리는 모든 의식도 취소되었다고 말하여 여신들을 혼란에 빠뜨렸다. 깜짝놀란 여신들이 손아귀를 놓자 알크메네는 출산을 할 수 있었다. 필멸자가 자신들을 속일 수 있다는 사실에 분노한 모이라이는 갈린티아스를 족제비로 변신시켰는데, 족제비는 고대에 신들의 멸시를 받아 귀로 잉태하고 입으로 출산을 하는 저주를 받았다고 여겨졌다. 그러나 헤카테가 갈린티아스를 긍휼하여 족제비를 자신의 신성한 동물로 정하였다. 헤라클레스가 성장할 때 그는 갈린티아스를 위해 성소를 짓고 그에게 제물을 바쳤다. 테바이에서 갈린티아스를 기리는 관행은 오랜 시간동안 지속되었다.
갈린티아스의 신화는 파우사니아스의 간략한 언급에도 등장한다. 그가 이야기하는 테바이 판본의 이야기에서 주인공의 이름은 히스토리스로, 테이레시아스의 딸로 등장하나 동물로 변신하는 내용은 나오지 않는다. 이 판본에서 그는 알크메네의 출산을 막는 헤라의 여성 대리인 약제사("약초사" 혹은 "마법사")에게 아기가 태어났다고 속이고, 약제사가 떠나자 알크메네는 출산을 할 수 있었다.

## 같이 보기
- 왕관을 쓴 머리

## 출전
- 스미스, 윌리엄; 《그리스와 로마의 전기 및 신화 사전》, 런던 (1873년). "갈린티아스"
- 갈린티아스